# Cristian Novas
Cristian Michael Novas Feliz (ur. 6 grudnia 1991) – dominikański zapaśnik walczący w stylu klasycznym. Zajął 29. miejsce na mistrzostwach świata w 2013. Srebrny medalista mistrzostw panamerykańskich w 2013. Mistrz Ameryki Południowej w 2012 roku.